# José Luis Pérez Calaf
José Luis Pérez Calaf (Santiago, 21 de marzo de 1961) es un abogado constitucionalista chileno. Desde el 21 de enero de 2016 ejerce como fiscal regional Metropolitano Occidente.

## Primeros años de vida
Es hijo de Enrique Carlos Pérez Avoni y de Gladys María Calaf Sarrat. Es abogado de la Pontificia Universidad Católica de Chile (PUC) y cursó el magíster de derecho público con mención en derecho constitucional en la misma casa de estudios.
Ha cursado además un diplomado sobre la Reforma Procesal Penal en la Universidad Andrés Bello (UNAB) y diversos programas de especialización en materia de persecución penal en la Academia Judicial.

## Trayectoria profesional
Se desempeñó en diversos cargos al interior del Poder Judicial, siendo los más relevantes como relator de las cortes de Apelaciones de Concepción y San Miguel y asimismo en la Corte Suprema, siendo su último cargo el de juez del 12° Juzgado del Crimen de Santiago, al que renunció para incorporarse al cargo de Fiscal Regional de la Región de O'Higgins (2003). Durante su periodo como Fiscal Regional implementó la Reforma Procesal Penal en esa región. Estuvo a cargo de la investigación de casos emblemáticos, como el homicidio del empresario de Malloa, Luis Francisco Yuraseck en 2005, y la investigación en contra de Tur Bus por su responsabilidad en el accidente que dejó 26 muertos, al caer una máquina de la empresa a las aguas del río Tinguiririca, en mayo de 2006.
Ejerció luego ocho años como litigante en la reforma procesal penal, impartiendo además la cátedra de Derecho Procesal Penal y Litigación Oral en la Universidad Santo Tomás (UST).
En diciembre de 2015 es nombrado como Fiscal Regional de la Región Metropolitana de Santiago, asumiendo en enero del año siguiente en reemplazo de Solange Huerta.
En noviembre de 2019 fue designado por el Ministerio Público como «fiscal exclusivo» en la investigación de querella contra el presidente Sebastián Piñera por su papel en las masivas protestas de octubre de ese año.